# Largoz
Largoz är en bergstopp i Österrike.   Den ligger i distriktet Innsbruck-Land och förbundslandet Tyrolen, i den västra delen av landet, 400 km väster om huvudstaden Wien. Toppen på Largoz är 2 214 meter över havet.
Terrängen runt Largoz är mycket bergig. Runt Largoz är det ganska tätbefolkat, med 62 invånare per kvadratkilometer.. Närmaste större samhälle är Innsbruck, 15,8 km väster om Largoz. 
Trakten runt Largoz består i huvudsak av gräsmarker.